# NGC 3327
NGC 3327 est une galaxie spirale située dans la constellation du Petit Lion. Elle a été découverte par l'astronome germano-britannique William Herschel en 1785.

## Caractéristiques
Sa vitesse par rapport au fond diffus cosmologique est de 6 619 ± 22 km/s, ce qui correspond à une distance de Hubble de 97,6 ± 6,8 Mpc (∼318 millions d'al).
À ce jour, cinq mesures non basées sur le décalage vers le rouge (redshift) donnent une distance de 90,820 ± 14,680 Mpc (∼296 millions d'al), ce qui est à l'intérieur des valeurs de la distance de Hubble. Notons cependant que c'est avec la valeur moyenne des mesures indépendantes, lorsqu'elles existent, que la base de données NASA/IPAC calcule le diamètre d'une galaxie et qu'en conséquence le diamètre de NGC 3327 pourrait être d'environ 39,8 kpc (∼130 000 al) si on utilisait la distance de Hubble pour le calculer.
La classe de luminosité de NGC 3327 est II.
Selon la base de données Simbad, NGC 3327 est une galaxie de Seyfert de type 2.